# Aleksa Ivanc Olivieri
Aleksa Ivanc Olivieri, slovenska slikarka, grafičarka in restavratorka,* 11. avgust, 1916, Ljubljana, † 11. junija, 2010, Korzika.

## Otroštvo
Rojena je bila v slovenski družini 11. avgusta 1916 v Spodnji Šiški v Ljubljani.Njena mati je bila služkinja Marija Kolar, njen oče pa železniški delavec Jakob Ivanc.V Ljubljani je obiskovala meščansko šolo.Po koncu meščanske šole je v Kranju začela obiskovati šolo tekstilnega oblikovanja.

## Delo v Sloveniji
Ko je dokončala šolo tekstilnega obratovanja, se je preselila v Celje in se zaposlila kot risarka tekstilnih vzorcev.Ob začetku druge svetovne vojne se je vrnila v Ljubljano.Tam je obiskovala risarski tečaj pri Francetu Goršetu. Učila se je tudi pri Mateju Sternenu in pri Božidarju Jakcu.Po vojni je študirala slikarstvo v Beogradu pri slikarju Ivanu Tabakoviću in nato v Ljubljani pri Slavku Pengovu, Gabrijelu Stupici in Mariju Pregelju.Ukvarjala se je tudi z alpinizmom in se celo udeležila tečaja za plezalne inštruktorje.Po diplomi leta 1950 se je specializirala iz restavratorstva.Iz tega časa se je ohranilo več njenih reprodukcij, med njimi tudi Sveta družina Franca Jelovška, ki jo hranijo na Brezjah.
Umetnostni zgodovinar Emilijan Cevc ji je predlagal oblikovanje jaslic po gotskih freskah.Prve jaslične pole je Aleksa izdelala leta 1944, a so se med vojno izgubile.Leta 1946 je po naročilu lista Oznanilo naslikala druge jaslične pole, ki so sedaj shranjene v Muzeju jaslic Brezje.Na osemnajstih podobah (48 x 33 cm) je upodobila vse figure, ki nastopajo v jaslicah. Prostor, ki jih obdaja, je okrašen z vinjetami in ornamenti. Na eni poli (36 x 63 cm) je slikarka predstavila zamisel za postavitev jaslic. Slikala je v mešani tehniki tempere, gvaša, akvarela in barvnih svinčnikov.V jaslicah je zajela dve stoletji razvoja gotskih fresk. S slogovno poenostavitvijo likov, zlasti v gubah oblačil in barvah, je ustvarila skladno kompozicijo. Ker je bilo težko najti podobe samih pastirjev in darovalcev, je uporabila tudi figure, ki prvotno ne sodijo v krog rojstva. Glavne motive je povzela po umetninah pozne gotike.
Svojo prvo razstavo je pripravila leta 1951.Še posebej so jo pritegnile srednjeveške freske. Njena kopija Svetih treh kraljev iz Mač je bila na razstavi jugoslovanskih fresk, ki je gostovala v vseh evropskih glavnih mestih.

## Delo v tujini
Po obisku Beneškega bienala leta 1952 je Aleksa ostala v tujini. S tem si je zaprla vrata za vrnitev domov.Po tem je ustvarjala na Sardiniji, v Parizu, Provansi, Španiji, Alžiriji, Maroku in Mavretaniji.Pozneje se je v Rimu dve leti izpopolnjevala v slikarstvu in grafiki, opremila nekaj knjig ter s svojimi deli sodelovala na prvi razstavi slovenske izseljenske grafike v Buenos Airesu.Naslednje desetletje je ustvarjala in tudi razstavljala v Franciji in Alžiriji. Z deli iz tega obdobja je sodelovala na skupinski razstavi sodobne slovenske umetnosti leta 1964 v New Yorku ter leto pozneje v Washingtonu.Leta 1965 se je naselila na Korziki, v kraju Ile Rouse pri Calviju. V Franciji se je 16. septembra 1965 poročila s francozom Pierrom Olivieriem.Pozneje je rastavljala tudi v Parizu ter nekaterih drugih mestih po Franciji in Švici.V Italiji, Franciji in tudi v ZDA je imela več odmevnih likovnih razstav.

## Poznejše življenje
Njeno prvo razstavo v Sloveniji po odhodu iz domovine v petdesetih letih je leta 1996 v Zavodu Svetega Stanislava organiziralo Izseljensko društvo Slovenija v svetu.Leta 1999 je naslikala 14 postaj križevega pota za doberdobsko župnijsko cerkev sv. Martina, kjer so jih razstavili leta 2002.Umrla je 11. junija 2010 na Korziki.Pokopana je na pokopališču v vasi Occiglione na Korziki.

## Sprejem v Sloveniji
Umetnostni zgodovinar Ivan Sedej, jo je imenoval “poetesa mediteranske klenosti in trpke monumentalnosti”. O njej je zapisal:»Ta slikarka bo prej ali slej dobila zasluženo mesto na našem umetnostnem Olimpu... Njeno slikarstvo je tako močno, ona pa tako zanimiva osebnost, da bomo morali upoštevati njen opus pri vsakem poštenem pregledu slovenskega likovnega ustvarjanja.«Njeno delo je v posebni študiji visoko ovrednotil tudi umetnostni zgodovinar Marjan Tršar.

## Slog
Sprva je bila blizu impresionizmu, pozneje postmodernizmu, v španskem in afiškem obdobju pa so njene barve dobile posebno žarečo svetlobo, po kateri je prepoznavna. Njeno pozno ustvarjanje najlepše predstavi križev pot, ki ga je leta 1999 naslikala za cerkev Sv. Martina v Doberdobu.Njena barvna paleta je zelo blizu barvnim odtenkom narave s Korzike in Krasa.

## Film
Leta 2014 je o njej nastal dokumentarni film z naslovom Aleksa Ivanc Olivieri – iskalka luči. Scenarij in režijo za film so soustvarile:Tamara Trček Pečak, Vesna Krmelj in Rahela Jagrič, za produkcijo je poskrbela KUD Sestava, pripovedovalec v filmu je Jure Franko, glasba pa je nastala pod vodstvom Gašperja Trčka.Film vključuje tudi arhivske posnetke, ki jih je snemalec Jože Jagrič posnel leta 1994 na slikarkinem domu na Korziki.

## Dela z njenimi ilustracijami
- Dove le nubi fuggono, Rafko Vodeb (Rim, 1953)[14]
- Kam potujejo oblaki?, Rafko Vodeb (Rim, 1953)[14]
- Na steni spi čas, Branko Rozman (Rim, 1954)[14]
- Pot iz doline, Vinko Beličič (Trst, 1954)[14]
- Ecce homo - Križev pot, Via crucis, Dane Zajc (2004)[14]